# Hejnické slavnosti

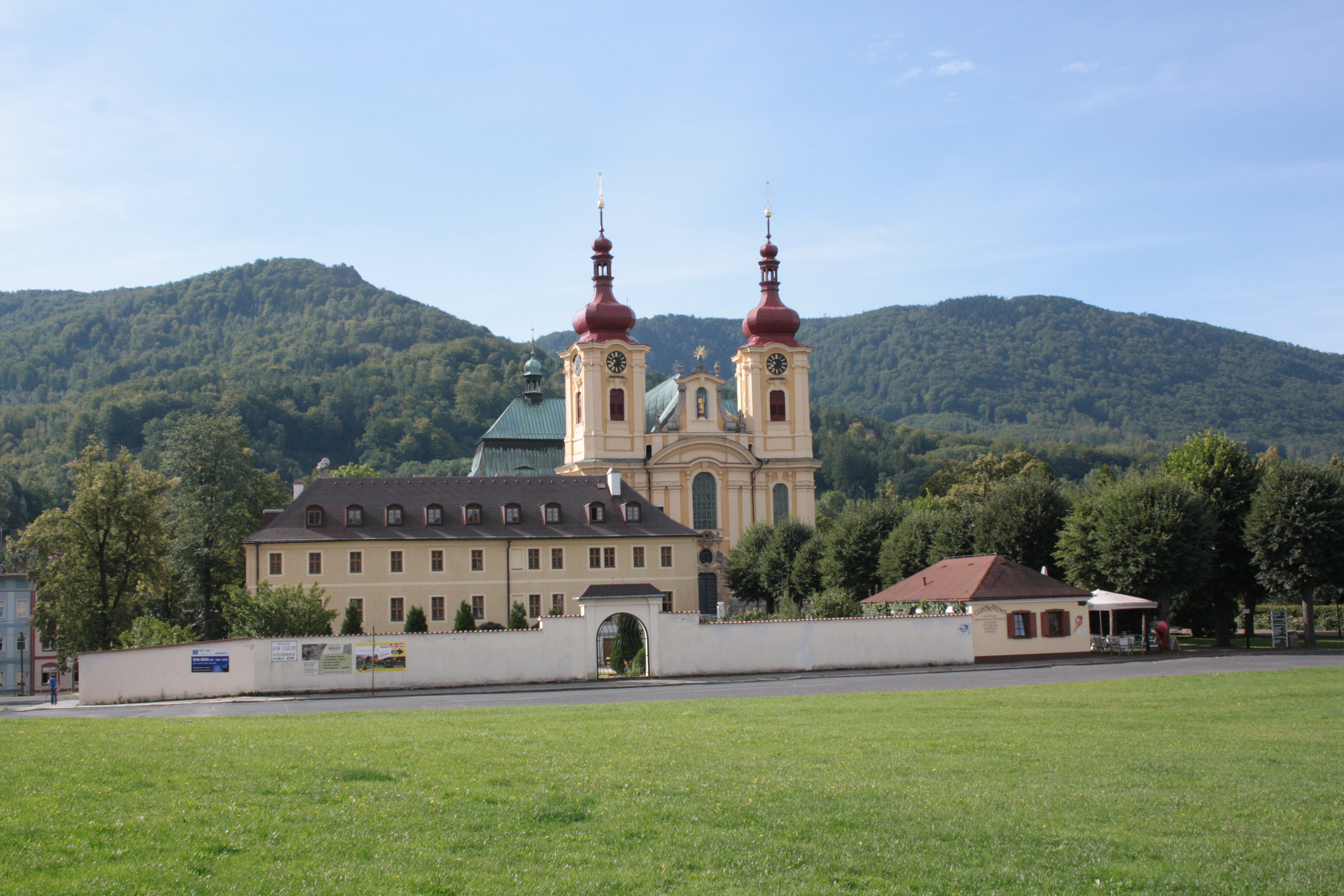
Slavnosti probíhají v prostoru před zdejším kostelem

Hejnické slavnosti jsou kulturní pořad konaný počátkem července ve městě Hejnice, které leží na severu České republiky ve Frýdlantském výběžku Libereckého kraje. Akce navazuje na Hejnickou pouť, jež se slaví při příležitosti vysvěcení místní kostela Navštívení Panny Marie. Pořad je vícedenní a vystupují v něm umělci, v prostoru před kostelem a v přilehlých ulicích probíhá stánkový prodej řemeslných výrobků, k dispozici jsou pouťové atrakce a večer zakončuje ohňostroj. Doprovodným programem slavností byla třeba jízda historickým vlakem (2010) či okružní jízdy veteránským autobusem Škoda 706 RTO (2013). V roce 2011 byl festival spojen s oslavami osmi set let od založení města (1211).

## Seznam hostů
- 2008 – Pavel Dobeš[4]
- 2009 – Lenka Filipová, Děda Mládek Illegal Band[5]
- 2010 – Michal Hrůza, Xindl X[2]
- 2011 – Divokej Bill, Tomáš Klus[3]
- 2012 – Tomáš Klus, Jiří Schmitzer, Vladimír Mišík spolu s ETC[6]
- 2013 – kapela Kryštof, Václav Neckář[1]
- 2014 – skupina Wohnout,[7] The Backwards, Marek Ztracený, Kamil Střihavka[8]
- 2015 – Petr Kolář, Dagmar Patrasová, Jelen, Rybičky 48, Michal Prokop či Marek Ztracený[9]
- 2016 – uskupení No Name, Yo Yo Band, Medvěd 009 či umělci Barbora Poláková, Pavel Callta nebo Václav Upír Krejčí[10]